# Олимп (роман)
Вижте пояснителната страница за други значения на Олимп.
„Олимп“ е роман на Дан Симънс, публикуван през 2005, е продължение на романа Илион и последна част от цикъла Илион/Олимп. Също като първата книга е научна фантастика, и съдържа много цитати от други книги: започва с препратки към епосите на Омир Илиада и Одисея, Бурята на Шекспир, и по-малки препратки към други произведения, включително Пруст, Джеймс Джойс, Калибан срещу Сетебос, поезията на Шекспир и др.

## Интродукция
В романа се разглеждат три истории; тази на схоластика Томас Хокънбери, Елена Троянска и гръцките и троянските герои от Илиада; Деймън, Харман, Ада и други хора от Земята; и моравеките, или по-точно европеецът Манмънт и Орфу от Йо. Романът е написан в първо лице, сегашно време когато действието се развива с личността на Хокънбери, но с трето лице, минало време в другите случаи. Трите истории се развиват успоредно една на друга през целия роман и не започват да се припокриват до края.